# Shoal Creek Township (Missouri)
Pour les articles homonymes, voir Shoal Creek Township.
Shoal Creek Township est un ancien township, situé dans le comté de Newton, dans le Missouri, aux États-Unis,.